# 忽里勒台
忽里勒台大会（转写：Khuruldai），是古代蒙古及突厥民族的一種軍政議會，負責推舉部落的可汗或其他長官。早年大蒙古國的所有大汗，例如成吉思汗及窩濶台汗都是由忽里勒臺所推選出來的。時至今日，忽里勒台在突厥民族中则用來指現代的議會以及國家的國會。

## 辞源
蒙古語族群和突厥語族群的“會議”即称为“忽里勒台”（或译“库力台”、“忽里台”、“忽邻勒塔”、“庫利爾台”、“庫里爾台”等，“忽里勒”的意思也是「聚集」，“台”则是一个名词后缀），后传至突厥語系各语言。在不同的语言文字里，「忽里勒台」（塔塔爾語： Qorıltay；维吾尔语:  Qurultay）這個詞的拼法略有区别，以下是幾種常見的拼法：。

## 大蒙古國时期
在大蒙古國時代，「忽里勒台大会」是皇室及部落的聚會，除了用來決定、策劃及分析軍事行動以外，還會指派領袖及給予他們地位和頭銜。例如：成吉思汗這個可汗封號就是於1206年的忽里勒台大会給予鐵木真的。大多數重要的戰爭，都會在類似忽里勒台大会的聚會裡策劃，而在整個大蒙古國裏，較低級的頭目及將領亦可召集較小的忽里勒台會議。
然而無論忽里勒台會議是小是大，都必須要有部落長老出席，而他們亦是軍事行動的負責人；因此當窩闊台及蒙哥兩位君主於1241年和1259年離世時，促使蒙古將領立刻撤兵返回蒙古以參加忽里勒台會議，使第二次西征在維也納一帶抵禦的奧地利軍及第三次西征在敘利亞一帶抵禦的馬木留克王朝得以消除當時面對蒙古方面的軍事壓力。

### 召开
- 1206年，於斡難河源，奉鐵木真為成吉思汗。
- 1229年，於曲雕阿蘭[1]，奉窩闊台為大汗。
- 1246年，於哈拉和林附近的達蘭達葩，奉贵由为大汗。
- 1251年，於曲雕阿蘭[1]，奉蒙哥為大汗。
- 1260年，於哈拉和林城西的按坦河，奉阿里不哥为大汗。[2]
- 1260年，於開平，奉忽必烈為大汗。[2]
- 1269年，於塔拉斯河附近，海都、八剌、忙哥帖木兒進行會盟反對忽必烈。[2]

## 現代
現時，有不少突厥語、蒙古语民族都把「库力台」（或作「库鲁尔泰」）一詞當作議會、國會、會議、地方議會、聚會等詞語的同義詞。例如：
- 世界巴什基爾人大會（英语：The World Qoroltai of the Bashkirs）
- 巴什科尔托斯坦共和国库力台-国家议会
- 克里米亞韃靼人库力台（英语：Qurultay of the Crimean Tatar People）
- 吉爾吉斯斯坦國家库力台
- 蒙古國大呼拉爾
- 布里亚特共和国人民呼拉尔
- 世界維吾爾代表大會
- 南蒙古大呼拉爾
- 阿尔泰共和国国家库鲁尔泰（英语：State Assembly of the Altai Republic）

## 參看
- 蒙古族
- 成吉思汗
- 大蒙古國
- 支爾格大會
- 呼拉尔

## 外部連結
- http://www.qurultay.org （页面存档备份，存于）：克里米亞塔塔爾人議會的網址 (Qurultay是塔塔爾語「庫里爾台」的拼法) （英文）/（土耳其文）/（俄文）/（乌克兰語）